# Lestodiplosis viburni
Lestodiplosis viburni är en tvåvingeart som beskrevs av Barnes 1928. Lestodiplosis viburni ingår i släktet Lestodiplosis och familjen gallmyggor. Inga underarter finns listade i Catalogue of Life.